# Demetrio Ypsilanti
Demetrio Ypsilanti (in greco Δημήτριος Υψηλάντης?, Demetrios Ypsilantis; Costantinopoli, 25 dicembre 1793 – Nauplia, 5 agosto 1832) è stato un patriota e generale greco.

## Biografia
Secondogenito del principe Costantino Ypsilanti partecipò, assieme al fratello Alessandro, alla guerra d'indipendenza greca rivestendo un ruolo preminente. Si distinse come ufficiale russo nella campagna del 1814 e nella primavera del 1821, si recò in Morea dove era scoppiata la guerra d'indipendenza greca.
Fu uno dei più cospicui capi fanarioti durante le prime fasi della rivolta, anche se era molto ostacolato dai capi locali e dall'elemento civile guidato dal principe Alexandros Mavrokordatos. Il 15 gennaio 1822, fu eletto presidente dell'Assemblea legislativa, ma il cattivo risultato della sua campagna nella Grecia centrale e la sua incapacità di ottenere una posizione dominante nel convegno nazionale di Astros, determinò il suo pensionamento anticipato nel 1823. Nel 1828, fu nominato da John Capodistria comandante delle truppe in Grecia orientale ed il 25 settembre 1829 riuscì a costringere il comandante turco Aslan Bey a firmare una capitolazione al Passo di Petra, fra Tebe e Livadeia, che pose fine alla guerra.
Morì nel 1832 e fu noto per la sua relazione con Manto Mavrogenous. La città di Ypsilanti negli Stati Uniti porta il suo nome. Un busto di Demetrio Ypsilanti, fra una bandiera greca e una degli Stati Uniti, è alla base della Ypsilanti Water Tower nell'omonima città del Michigan.

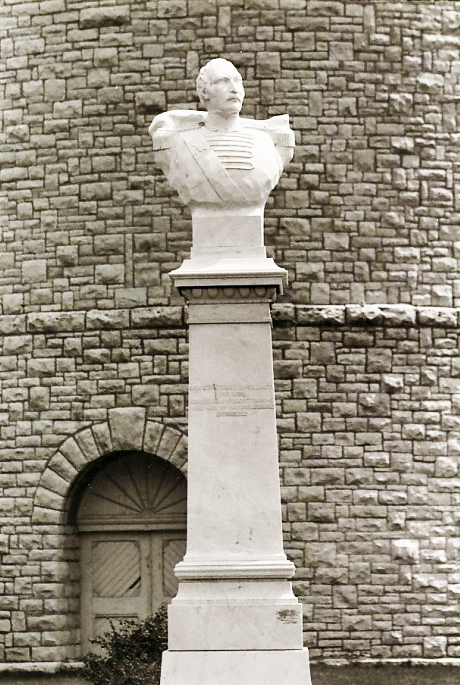
Busto di Demetrio Ypsilanti a Ypsilanti in Michigan.